# Дуэ, Стеэн
Стеэн Дуэ (дат. Steen Due; 27 февраля 1898, Копенгаген — 26 мая 1974, Глоструп, Копенгаген) — датский хоккеист на траве, полевой игрок. Серебряный призёр летних Олимпийских игр 1920 года.

## Биография
Стеэн Дуэ родился 27 февраля 1898 года в датском городе Копенгаген.
Играл в хоккей на траве за «Ориент» из Конгенс Люнгбю.
В 1920 году вошёл в состав сборной Дании по хоккею на траве на летних Олимпийских играх в Антверпене и завоевал серебряную медаль. Играл в поле, провёл 3 матча, забил (по имеющимся данным) 1 мяч в ворота сборной Франции.
Умер 26 мая 1974 года в датском городе Глоструп.